# دختر محبوب
دختر محبوب (به انگلیسی: Favorite Girl) نام ترانه‌ای از آلبوم «دنیای من» اثر خوانندهٔ نوجوان کانادایی، جاستین بیبر، است. این ترانه در جدول ۱۰۰ اثر برتر بیلبورد رتبهٔ ۲۶ و در ۱۰۰ اثر برتر کانادا رتبهٔ ۱۵ را بدست آورد.